# Georg Johnsson
Georg Johnsson (né le 2 mars 1902 à Brunflo et mort le 31 mai 1960 à Enskede) est un coureur cycliste sur route suédois des années 1920 et 1930.

## Biographie
En 1928, il termine 17e de la course sur route, ce qui lui permet de remporter la médaille de bronze au classement par équipes avec Erik Jansson et Gösta Carlsson.
Au cours de sa carrière, il remporte six titres nationaux : quatre en individuel et deux par équipes. Il participe également à deux championnats du monde sur route, avec notamment une 10e place en 1932. En parallèle des compétitions cyclistes, il participe à des épreuves nationales de ski de fond.

## Palmarès
- 1925
  -  Champion de Suède du 100 kilomètres
- 1928
  -  Médaillé de bronze du classement par équipes aux Jeux olympiques d'Amsterdam (avec Erik Jansson et Gösta Carlsson)
  -  Champion de Suède sur route par équipe (avec Gösta Carlsson, Erik Jansson et Erik Nordin)
  - 3e aux championnats de Suède amateurs en individuel
- 1932
  -  Champion de Suède sur route par équipe (avec Martin Lundin, Gösta Björklund et Curt Fryckstedt)